# Chukyo (metropool)

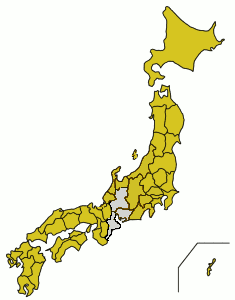
Situering van de Chukyo-metropool

Het Chūkyō-gebied (Japans: 中京地方) (afgekort Chūkyō- 中京), ook wel de Chūkyō-Tōkai-regio, Chūkyō-metropolitan-regio of Nagoya-metropolitan-regio genoemd, is een zeer geïndustrialiseerd gebied in Midden-Japan, tussen Osaka en Tokio. Deze metropool staat ook bekend als Groot-Nagoya. Het is de derde sterkste economische regio in Japan. De reden hiervoor is een hoog percentage aan textiel, keramiek en chemische industrieën en als belangrijkste factor de auto-industrie geleid door Toyota Motor Corporation.
De naam Chūkyō betekent letterlijk centrale hoofdstad en verwijst naar de centrale ligging van het gebied. De belangrijkste stad is Nagoya. Naast de centrale ligging beschikt het gebied over een goede infrastructuur, zoals de haven van Nagoya (名古屋港 Nagoyakō), de Tōkaidō of de ‘Nationale Weg nr1’, die Tokio, Nagoya en Osaka met elkaar verbindt, en sinds 2005 de internationale luchthaven Chūbu Centrair (中部国際空港 Chūbu Kokusai Kūkō).
Naast Nagoya zijn de grootste steden van deze metropool Gifu, Toyota, Okazaki, Kasugai en Yokkaichi.

## Situering
Het gebied maakt deel uit van het meest stedelijke deel van de Tōkai-regio en strekt zich uit over 3 prefecturen: Aichi, Gifu en Mie. In het zuiden wordt het gebied begrensd door de Ise-baai, die uitmondt in de Grote Oceaan. Het omvat het Nōbiplateau en wordt doorstroomd door de rivieren Ibi, Kiso en Nagara. Het grootste deel van de actieve industriële productie is geconcentreerd in een straal van 40 kilometer rond Midden-Nagoya, in de buurt van de kust, hoofdwegen en de hoofdspoorwegen.

## Populatie
Het Chūkyō-gebied is de 3e grootste metropool in Japan na Groot-Tokio en Groot-Osaka. Het heeft 8,9 miljoen inwoners op een oppervlakte van 6380 km². Naar schatting leeft 7% van de totale Japanse bevolking in dit gebied. De belangrijkste en grootste stad is Nagoya, met een bevolking van ruim 2.300.000 inwoners op 326 km². Dit maakt Nagoya het op 25 na dichtstbevolkte gebied ter wereld.

## Steden
De volgende steden worden volgens de census officieel tot Groot-Nagoya gerekend:
| Westelijk Aichi: - Aisai - Chita - Handa - Ichinomiya - Inazawa - Inuyama - Iwakura - Kasugai - Komaki - Kitanagoya - Kiyosu - Konan - Nisshin - Obu - Owariasahi - Seto - Tokai - Tokoname - Toyoake - Tsushima | Centraal Aichi: - Anjo - Chiryu - Gamagori - Hekinan - Kariya - Nishio - Okazaki - Takahama - Toyokawa - Toyota | Zuidelijk Gifu: - Ena - Gifu - Hashima - Kaizu - Kakamigahara - Kani - Minokamo - Mizunami - Mizuho - Motosu - Nakatsugawa - Ogaki - Tajimi - Toki | Noordelijk Mie: - Inabe - Kuwana - Yokkaichi |

## Geschiedenis
In tegenstelling tot andere industriële gebieden zoals Keihin (Tokio en omgeving) of Hanshin (Osaka en omgeving) is Chūkyō niet ontstaan door investeringen vanuit de regering of zaibatsu maar spontaan door lokale ondernemingen. Later is de uitbreiding van het Chūkyō-gebied wel gestuurd door de regering (MITI) om de algemene economie van Japan te versterken. Tot voor de industriële revolutie van Japan waren katoen en keramiek de belangrijkste producten van het gebied. Sakichi Toyoda (豊田 佐吉), een van Japans belangrijkste uitvinders, zorgde - door zijn uitvinding van een automatisch weefgetouw - voor een verbetering van de textielindustrie. Hij richtte in 1926 Toyota Industries op en introduceerde zo de productie van motorvoertuigen in Chūkyō. In Yokkaichi begon men in 1920 met de productie van chemische producten en in de jaren 40 werden er olieraffinaderijen in gebruik genomen. Na de Tweede Wereldoorlog vonden er verdere industriële ontwikkelingen plaats.

### Eerste handelsactiviteiten
De eerste “economische” activiteiten in Chūkyō vonden al plaats tijdens de Kamakuraperiode, toen men keramiek ging vervaardigen. Vervolgens nam vanaf de Edo-periode de katoenproductie in het gebied toe. Tot de Meiji-restauratie domineerden handelaars en landbouwers de economie, daarna kwam de economie in een stroomversnelling door de import van buitenlandse technieken en de aanleg van verschillende transportverbindingen.

### Meiji-restauratie
In 1889 opende de Tōkaidō-Line, een belangrijke treinverbinding tussen Tokio en het huidige Chūkyō. Het eerste station dat in gebruik werd genomen voor commercieel transport was dat van Kariya (刈谷駅, Kariya-eki). De spoorlijn loopt ongeveer gelijk met de vroegere Tōkaidō-weg, een landroute tussen Osaka en Edo (nu Tokio) tijdens de Tokugawa-periode. De Tōkaidō-Line zorgt voor een sneller transport en vergemakkelijkt de toegankelijkheid van Tokio. Voordien gebeurde het vervoer vooral via schepen langs de kust. De treinverbinding werd na enkele jaren een succes en in 1912 werd besloten een nieuwe treinverbinding te openen, de Mikawa-Line, die ook het lokale transport moest vergemakkelijken. Sporen van deze oude spoorweg werden in 1972 opgenomen in het Meitetsu-systeem.

### Industriële revolutie Japan
Tussen de jaren 1890-1920 zorgde de industriële revolutie van Japan voor een grote economische groei. Hierdoor ontpopte de regio, die eerst voornamelijk afhing van de landbouw, zich tot een zeer geïndustrialiseerd gebied. In de Aichi-prefectuur, waar al sinds de 17e eeuw katoen werd geproduceerd, was tegen 1918 maar liefst 60% van de fabrieken actief in het verwerken van en exporteren van katoen en afgewerkt textiel.
De Eerste Wereldoorlog ging gepaard met een economische boom in de textielsector van Toyota-Enterprise, een familiebedrijf opgericht door Sakichi Toyoda. Toyota-Enterprise groeide uit tot een zeer florerend textielbedrijf, dit mede door de uitvinding van de automatische weefmachine door Toyoda zelf. Door de snelle groei kon Toyota-Enterprise uitbreiden en werden er fabrieken geopend in Kariya. Kariya, dat al goede transportfaciliteiten bezat, kon door de komst van Toyota-Enterprise zijn economische positie versterken en groeide uit tot een van de belangrijkste steden van het Chūkyō-gebied.
Rond 1920 werd het “Chukyo Detroitplan” afgekondigd, dat de grondslag van de auto-industrie vormde. Het doel was om Chūkyō tot een even florerend gebied als Detroit te maken. Door gebruik te maken van de opkomende machine-industrie kon de auto-industrie verder worden ontwikkeld. Het plan hield in dat verschillende bedrijven gingen samenwerken om een personenauto op Japanse bodem te produceren. Tot dan toe bestond de productie voornamelijk uit vrachtwagens en militaire voertuigen. Het prototype van deze eerste Japanse auto werd voltooid in maart 1932. In 1936 begon Toyota met de commerciële productie van personenauto's. Rond diezelfde tijd begon ook de vliegtuigindustrie in Chūkyō op te komen.

### Tweede Wereldoorlog
Tijdens de Tweede Wereldoorlog werden er in Chūkyō verschillende oorlogsfabrieken gebouwd. Men schat dat ongeveer 40% tot 60% van alle Japanse gevechtsvliegtuigen en motoren hier geproduceerd werden. Daarnaast werden er ook spoorwegmaterieel, auto's, gereedschapswerktuigen enz. vervaardigd. Dit zorgde ervoor dat Nagoya militair gezien een zeer belangrijke stad was, meteen een van de redenen waarom Nagoya een doelwit was voor Amerikaanse bommenwerpers. Bijna een kwart van de stad werd verwoest door brandbommen. Na de oorlog verdwenen de oorlogsfabrieken en maakten zij plaats voor de auto- en machine-industrie.

### Naoorlogse periode
Na de oorlog kon de Japanse economie zich in korte tijd verbazend snel recupereren, hoofdzakelijk door verdere industrialisering en de uitbreiding van de handel. Amper een paar maanden nadat de oorlog officieel beëindigd was, werd er in Nagoya al een uitgebreid plan goedgekeurd voor de wederopbouw van het gebied. Alle elementen die nodig zijn om een moderne stad uit te bouwen, werden opgenomen in dit plan. Een centraal kenmerk zijn de belangrijke autoroutes: twee wegen van 100 meter breed en een negental kleinere wegen met een breedte van 50 meter om een goede doorstroming van het verkeer binnen en buiten de stad te garanderen.
Tijdens de Amerikaanse bezetting van Japan was het in eerste instantie de bedoeling de Japanse economie klein te houden. Wel zag men in Japan een strategische bondgenoot tegen het communisme. Niet alleen had Japan een strategisch goede ligging, het kon ook belangrijke grondstoffen leveren, zoals steenkool en olie. Toen de Koreaanse Oorlog uitbrak, werd Japan een van de belangrijkste leveranciers van militair materiaal. Dit was een zeer belangrijke impuls voor de economie.
Vanaf de jaren 50 nam de overheid een belangrijke positie in bij de coördinatie van de economie in het algemeen. Dit onder het MITI, de afkorting voor “Ministry of International Trade and Industry” (通商産業省 Tsūshō-sangyō-shō), een instelling onder de regering opgericht in 1949. Ze moest van Japan een economisch sterke grootmacht maken.

## Transport

### Haven van Nagoya
De haven van Nagoya (名古屋港Nagoyakō) is de grootste en belangrijkste handelshaven in Japan. Ze staat in voor 11% van de waarde van de Japanse buitenlandse handel (de totale export/importwaarde). Binnen de haven bevinden zich diverse gespecialiseerde terminals. Dit zijn grote industriële complexen zoals olieraffinaderijen, staalfabrieken en auto-export bases, elk uitgerust met faciliteiten voor hun ladingsbehandeling. Het is de thuisbasis van de Japanse auto-industrie, vooral te danken aan Toyota Motors. De haven is gelegen langs het binnenste deel van de Baai van Ise, die zich situeert in het centrum van Honshū aan de oostkust met uitzicht op de Grote Oceaan. De haven werd geopend in 1907 en is sindsdien doorgegroeid in de internationale handel, met connecties naar ongeveer 150 landen.

### Luchthavens
- Luchthaven Chubu
- Luchthaven Nagoya

### Spoorwegen
- JR Central
  - Chuo-lijn
  - Kansai-lijn
  - Tokaido-lijn
  - Tokaido Shinkansen
- Meitetsu
- Kintetsu
- Metro van Nagoya

### Snelwegen
- Tomei-autosnelweg
- Chuo-autosnelweg
- Meishin-autosnelweg
- Higashi-Meihan-autosnelweg
- Chita-Hanto-autosnelweg
- Tokai-Hokuriku-autosnelweg
- Tokai-Kanjo-autosnelweg
- Isewangan-autosnelweg

## Voetnoten
1. ↑  De belangrijkste is de Kantō-regio (関東地方 Kantō-chihō), die groot-Tokio en de Gunma-, Tochigi-, Ibaraki-, Saitama-, Chiba- en Kanagawa-prefectuur omvat. De tweede is de Hansin-regio (阪神工業地帯 Hanshin Kōgyō Chitai), die Osaka en Kobe omvat.
2. ↑  Tōkai is de gebruikelijke benaming voor het gebied dat de Aichi-, Gifu-, Mie- en Shizuoka-prefectuur omvat.
3. ↑  Statistics Bureau of Japan, cijfers van 2000
4. ↑  Nagoya was slachtoffer van verschillende strategische bombardementen in de Tweede Wereldoorlog. Het meest verwoestende vond plaats op 18 april 1942 bij operatie Doolittle Raid, hierna volgden nog bombardementen op 14 december 1944, 19 maart 1945, 7 april 1945 en 14 en 16 mei 1945.
5. ↑  Bekijk het volledige plan vanaf p. 15: Reconstruction, replanning and the future of cities in Japan and the UK